# 록웰 (가수)
록웰(1964년 3월 15일 본명: Kennedy William Gordy)은 미국의 1980년대의 가수이다.

## 대표곡
대표곡으로는 Somebody's Watching Me가 있으며, 이것은 마이클 잭슨이 게스트로 참가한 곡이다.
| 연도 | 앨범                                  |
| ---- | ------------------------------------- |
| 1984 | Somebody's Watching Me Motown Records |
| 1985 | Captured Motown Records               |
| 1986 | The Genie Motown Records              |

## 혈연 관계
motown 설립자 겸 CEO 베리 고디(Berry Gordy)의 아들이다. 아버지가 케네디 대통령의 이름을 따서 이름을 지었다고 한다.
그는 남성 듀오 LMFAO와도 혈연적으로 관련이 깊다.